# Хильский, Алексей Юрьевич
Алексей Юрьевич Хильский (укр. Олексій Юрійович Хільський; 14 ноября 1987, Днепродзержинск, Днепропетровская область — 17 августа 2023, Запорожская область) — украинский актёр театра и кино, Сержант Вооружённых сил Украины, участник российско-украинской войны.

## Биография
Родился 14 ноября 1987 года в городе Каменское, Днепропетровской области. С 2005 по 2019 года актёр Днепровского драматического молодёжного театра «Віримо!». В 2014 году окончил Днепропетровский театрально-художественный колледж (мастер курса Владимир Петренко).
В театре «Віримо!» прошёл путь от начинающего актёра до мастера сцены, и там встретил свою будущую жену — актрису Надежду Петренко. С 2019 года супруги переехали в Киев, где Алексей, работал в Детском музыкально-драматическом театре "Виват", снимался в кино и сериалах («На твоей стороне», «Наседка», «Крепостная», «Доктор Ковальчук», «Опер по вызову», «Загадка для Анны» и т.д.). У подружжя народилася донька.

## Смерть
В первые дни полномасштабной войны РФ против Украины завербовался в ВСУ. Служил в 46-й отдельной аэромобильной бригады Десантно-штурмовых войск Украины ВС Украины в звании Главного сержанта взвода разведроты. Постоянно находился на передовой. Участвовал в наступлении на Херсонщине, воевал в Бахмуте и Соледаре. Во время боевых действий дважды получил ранения. Однако каждый раз, возвращался на передовую. Погиб 17 августа 2023 года во время выполнения боевого задания на Запорожском направлении. Об этом вечером следующего дня сообщила его жена Надежда Хильская.

## Творчество

### Фильмография
- 2015 — «Пёс» — эпизод
- 2016 — «Поганий хороший коп» — Егор, главный инженер
- 2017 — «Нюхач» — Роберт
- 2017 — «Доктор Ковальчук[укр.]» — Игорь
- 2017 — «Вікно життя 2»
- 2018 — «Ментовские войны. Харьков[укр.]» — эпизод
- 2018 — «Опер по вызову[укр.]» — эпизод
- 2019 — «Консультант[англ.]» — эпизод
- 2019 — «Преподы» — эпизод
- 2019—2020 — «На твоей стороне[укр.]» — Евгений
- 2019 — «Наседка» — Снргей (главная роль)
- 2019 — «Підлягає знищенню» — эпизод
- 2019—2020 — «Загадка для Анны» — Стеблов
- 2020 — «Мавки» — эпизод
- 2020—2021 — «Виклик» — Шурик Шпачинський (головна роль)
- 2020 — «Братья по крови 2» — Торчинский
- 2021 — «Пространство»
- 2021 — «Крепостная. Жаждущая любви (3-й сезон)» — Богдан Юрьевич
- 2021 — «Место под солнцем» — Гришко
- 2021 — «Непрекрасная леди» — Павел

### В театре
Днепровский драматический молодёжный театр «Віримо!»
- 2002 — «Ким» Алексея Дударева; реж. Владимир Петренко — Игорь Михайлович Королев
- 2002 — «Считаю до пяти» Михаила Бартенева; реж. Владимир Петренко — Волк
- 2003 — «Прибыльное место» Александра Островского; реж. Владимир Петренко — Белогубов
- 2007 — «Очень простая история» Марии Ладо; реж. Владимир Петренко — Лёшка
- 2008 — «Чайка» пьеса Антона Чехова; реж. Владимир Петренко — тапер
- 2008 — «Голодная кровь» Елены Бисик, Татьяны Волковой, Дарьи Медведевой; реж. Владимир Петренко — отец
- 2011 — «Ворон» Карло Гоцци; реж. Владимир Петренко — маска Труффальдино
- 2012 — «Дульсинея Тобосская» Александр Володин; реж. Владимир Петренко — Луис[7]
- 2013 — «Забыть Герострата» Григория Горина; реж. Владимир Петренко — каменщик
- 2015 — «Самоубийца» Николая Эрдмана; реж. Владимир Петренко — Калабушкин
- 2016 — «Моя профессия - синьор из высшего света» Джулио Скарначчи, Ренцо Тарабузи; реж. Владимир Петренко — Леонидо Папагатто
- «По дороге в...» — один из толпы
- «Двоє» — Гохей
- «Home, Sweet Home» — доктор Уолли

## Память
21 августа 2023 года мэр города Днепр Борис Филатов переименовать сквер на Слобожанском проспекте в честь Алексея Хильского: «Выношу на обсуждение соответствующей комиссии и депутатского корпуса вопрос переименования нового сквера на Слобожанском проспекте в честь известного украинского актёра, храброго солдата Алексея Хильского, погибшего в Войне за Независимость. Помним, что Алексей всегда был связан с нашим славным Городом».
20 сентября сквер на Слобожанском проспекте был переименован в честь Алексея Хильского.

## Награды
- Орден «За заслуги» III степени (8 сентября 2023 года) — за весомый личный вклад в развитие украинской кинематографии, заслуги в защите государственного суверенитета и территориальной целостности Украины, многолетний добросовестный труд[10].